# Grønlands kommunalreform
Grønlands kommunal- og strukturreform bestod i en sammenlægning af landets 18 kommuner til fire storkommuner, hvoraf Qaasuitsup er verdens største kommune. De nye storkommuner fik udvidede beføjelser. Der blev i 2008 holdt valg til de nye kommuner, hvis borgmestre tiltrådte 1. januar 2009. Nordøstgrønlands Nationalpark står fortsat uden for den kommunale inddeling.
|  |  |